# Матьйо Марке
Матьйо Марке (11 січня 1994) — мавританський плавець.
Учасник Олімпійських Ігор 2012 року.